# Quartier du Val-de-Grâce
Das Quartier du Val-de-Grâce ist das 19. der 80 Quartiers (Stadtviertel) im 5. Arrondissement von Paris.

Die Stadtviertel im 5. Arrondissement

## Lage
Der Verwaltungsbezirk im 5. Arrondissement von Paris wird von folgenden Straßen begrenzt:
- Westen: Boulevard Saint-Michel
- Osten: Rue Mouffetard
- Süden: Boulevard de Port-Royal
- Nord: Rue Soufflot, Rue le Goff, Rue des Fossés Saint-Jacques, Rue Malbranche und Rue de l’Estrapade

## Namensursprung
Das Viertel ist rund um die Abtei Val-de-Grâce entstanden.

## Geschichte
In der Spätantike wurde diese Gegend der gallorömischen Besiedlung Lutèce in den Montagne Sainte-Geneviève aufgegeben. Erst 1632 mit der Errichtung eines Klosters (Couvent de la Visitation Saint-Jacques du Faubourg Saint-Jacques) nach den Plänen von François Mansart auf dem Gelände der Rue du Faubourg-Saint-Jacques (heute Rue Saint-Jacques) dehnte sich die Stadt wieder auf diesem Gelände aus. Der älteste erhaltene Plan von 1550 zeigt ein spärlich bebautes landwirtschaftliches Gebiet südlich der Stadtmauer von Philippe Auguste (Rue des Fossés Saint-Jacques und Rue Malebranche).
Das Kloster wird 1790 geschlossen und 1797 zum Verkauf angeboten. Im Gefolge der Französischen Revolution wurde hier am 30 floréal an IV (19. Mai 1796) die «École du Val-de-Grâce» eingerichtet. Die Nonnen von Saint-Michel (auch Nonnen von Notre-Dame de Charité genannt) kauften das Anwesen des ehemaligen Klosters, um ein „Korrekturhaus“ für Mädchen zu errichten. Die Einrichtung schloss 1887. Die Nonnen gaben 1903 das Kloster auf und boten es zum Verkauf: Es wurde von der Pariser Universität erworben, die einen Campus errichtet. Die Bauten des Klosters verschwanden im Laufe der Zeit und wurden ersetzt.
Während des Zweiten Kaiserreichs, am 9. August 1850, wurde die «École impériale d'application de médecine et de pharmacie militaires» gegründet. 1979 gab das Krankenhaus die Abtei von Val-de-Grâce frei, um in ein neues Gebäude umzuziehen, das vom Architekten André Chatelin entworfen wurde.

## Sehenswürdigkeiten
- Val-de-Grâce mit der Église Notre-Dame du Val-de-Grâce
- In dem Viertel gibt es viele Lehr- und Forschungsinstitute:
  - École normale supérieure, Rue d’Ulm
  - AgroParisTech, Rue Claude-Bernard (ehemaliges Institut national agronomique)
  - Institut Curie, Rue d’Ulm und Rue Lhomond
  - École supérieure de physique et de chimie industrielles de la ville de Paris, Rue Vauquelin
  - École nationale supérieure de chimie de Paris, Rue Pierre et Marie Curie
  - École nationale supérieure des arts décoratifs, Rue d’Ulm
- Institut national des jeunes sourds, Rue Saint-Jacques
- Institut de géographie, Rue Saint-Jacques
- Institut océanographique, Rue Saint-Jacques
- Schola Cantorum, Rue Saint-Jacques
- Kirchliche Einrichtungen:
  - Église du Val-de-Grâce, Rue Saint-Jacques
  - Église Saint-Jacques-du-Haut-Pas, Rue Saint-Jacques
  - Église évangélique Saint-Marcel, Rue Pierre-Nicole